# Велики талас (представа)
Велики талас је представа која се игра у Звездару театру у Београду. 

## О представи
Премијера је била 13.12.2014. године, а трајање представе је око 90 минута.

### Опис представе
Дуња и Марко су после дужег забављања одлучили да крену у заједнички живот. Имали су проблем где да живе. Дуња живи са својом баком у малом стану. Међутим, ове комедије не би ни било, кад би се Марко свиђао Дуњиној баки Наталији. И обрнуто, баба Наталија не може никако да поднесе Марка, а још мање њена ћерка Даша (Дуњина тетка). Дуња је предложила да се Марко досели код њих, али Наталија њен предлог никако не уважава. Њен одговор је само преко мене мртве. Како се не би венчали у старачком дому, Дуња смишља план како да бака Наталија и Даша прихвате и заволе Марка који је љубав њеног живота.

## Режија
- Писац: Игор Амадеи
- Редитељ: Ненад Гвозденовић
- Сценограф: Зоран Чалија
- Костимографи: Ивана Ћопић и Марија Стојановић
- Композитор: Владимир Петричевић

## Улоге
- Љиљана Стјепановић, Наталија Хаџи Антић
- Нина Јанковић / Лана Караклајић, Дуња
- Павле Пекић, Марко
- Тања Бошковић, Далиборка Хаџи Антић Станисављевић Мишковић
- Раде Марковић, Златко и Хуго Фон Шванштајгер
- Стеван Пиале, Петар

## О аутору представе
Игор Амадеи написао је драму Велики талас још 1977. године као студент треће године Драматургије. Дипломирао је са оценом 10, а годину дана после дипломирања, определио се за животни пут потпуно удаљен од позоришног и филмског света. На молбу редитеља, иначе пријатеља из младости, дао је дозволу за извођење ове драме. Међутим, није дозволио да му име и презиме поново ушета у позоришни свет.

## Реч редитеља
Баш у време кад се рађала комедија Велики талас чуо сам виц који је ишао отприлике овако: Један има где ал нема с ким. Други има са ким ал нема где. Трећи има где и са ким ал чему све то.